# Tilda Thamar

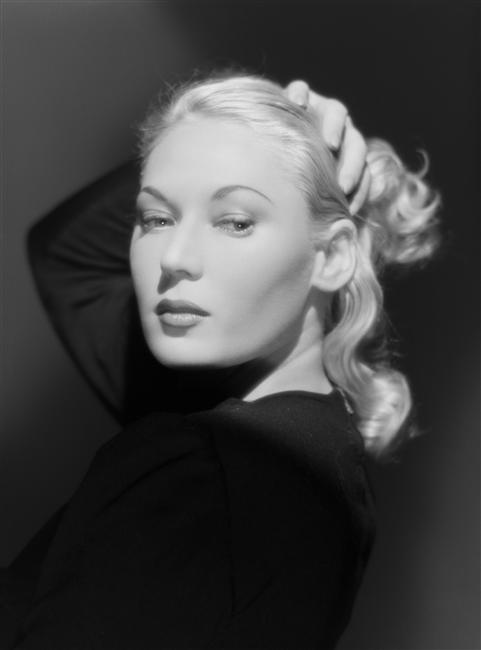
Tilda Thamar

Tilda Thamar (* 7. Dezember 1921 als Matilde Sofia Margarita Abrecht in Urdinarrain, Argentinien; † 12. April 1989 in Clermont-en-Argonne, Frankreich) war eine argentinische Filmschauspielerin.

## Leben
Bis 1939 hatte sie in Buenos Aires die Hochschule der Schönen Künste besucht und anschließend als Lehrerin für Design und Malerei gearbeitet. Bereits 1936 hatte sie ihr Filmdebüt mit Don Quijote del altillo. Es folgten Filme wie 1944 Die keusche Susanne, 1950 Der Schmugglerring von Marseille, 1953 die deutsche Produktion Muß man sich gleich scheiden lassen? an der Seite von  Ruth Leuwerik, Hardy Krüger und Fita Benkhoff und 1957 Die Erbarmungslosen.
Bevor sie sich in den 1970er Jahren ins Privatleben zurückzog, versuchte sie sich erfolglos als Regisseurin und Produzentin. Tilda Thamar war bis zu ihrem Tod mit Alejo Vidal-Quadras verheiratet. Sie starb bei einem Autounfall.

## Filmografie (Auswahl)
- 1936: Don Quijote del altillo
- 1941: Nahuel Huapi
- 1944: Die keusche Susanne (La casta Susana)
- 1950: Der Schmugglerring von Marseille (Porte d’orient)
- 1951: Abenteuer in Venedig (Massacre en dentelles)
- 1953: Die blonde Zigeunerin (La caraque blonde)
- 1953: Muß man sich gleich scheiden lassen?
- 1955: Geheimplan 701 (The Master Plan)
- 1956: Der Sänger von Mexiko (Le chanteur de Mexico)
- 1956: Paris, Palace Hotel
- 1956: Die Abenteurerin von Paris (L’aventurière des Champs-Élysées)
- 1957: Die Erbarmungslosen (Les fanatiques)
- 1957: Heiße Küsse – scharfe Schüsse (Incognito)
- 1966: Karriere (À belles dents)
- 1988: Faceless (Les prédateurs de la nuit)